# Teoria de Almgren-Pitts
Em matemática, a teoria de Almgren-Pitts (nomeada após Frederick J. Almgren, Jr. e seu aluno Jon T. Pitts), também chamada teoria min-max das superfícies mínimas é uma teoria de hipersuperfícies análoga à teoria de Morse (que se aplica a variedades).
A teoria desempenhou papéis nas soluções para várias conjecturas em geometria e topologia pelos próprios F. Almgren e J. Pitts e também por M. L. Gromov, R. Schoen, S.-T. Yau, F. C. Marques, A. A. Neves, I. Agol, dentre outros.